# Epichirostenotes
Epichirostenotes („nad chirostenotem“) byl rod malého teropodního dinosaura z čeledi Caenagnathidae. Tento dinosaurus žil v období pozdní křídy (asi před 72 až 66 miliony let) na území dnešní Kanady (provincie Alberta, souvrství Horseshoe Canyon).

## Historie a popis
Zkameněliny tohoto dinosaura byly objeveny již roku 1923, jako Epichirostenotes však byly popsány až roku 2011. V současnosti je znám pouze jeden druh, E. curriei (pojmenovaný na počest paleontologa Philipa J. Currieho). Jednalo se o menšího masožravého nebo všežravého teropoda o délce kolem 2 metrů.